# Болдвин (Илиноис)
Болдвин (енгл. Baldwin) град је у америчкој савезној држави Илиноис.

## Демографија
По попису из 2010. године број становника је 373, што је 3.254 (-89,7%) становника мање него 2000. године.
| Група             | 2000.         | 2010.       |
| Белци             | 1.200 (33,1%) | 360 (96,5%) |
| Афроамериканци    | 2.135 (58,9%) | 0 (0,0%)    |
| Азијати           | 6 (0,2%)      | 1 (0,3%)    |
| Хиспаноамериканци | 282 (7,8%)    | 5 (1,3%)    |
| Укупно            | 3.627         | 373         |